# Бурао
Бурао, Бурйо, Бур'о араб. برعو; сом. Burco; англ. Burao) — місто на півночі Сомалі. Центр адміністративного регіону Тогдер, контрольованого Сомалілендом.

## Географія
Клімат міста — теплий і посушливий, як і в інших внутрішніх районах півночі Сомаліленду. Влітку, з червня по серпень, денні температури можуть підніматися до 35 °С, опускаючись вночі до 25 °С. В іншу частину року дещо прохолодніше, денні температури становлять в середньому близько 27 °С, а нічні — близько 14 °С. Річна норма опадів становить лише 19 мм, майже всі вони випадають в квітні, травні та вересні. Через місто протікає сезонна річка Тогдер, що розділяє його на дві частини. Місцевість поблизу міста являє собою відносно плоску напівпустелю.

### Клімат
Місто знаходиться у зоні, котра характеризується кліматом тропічних пустель. Найтепліший місяць — травень із середньою температурою 25 °C (77 °F). Найхолодніший місяць — січень, із середньою температурою 18.9 °С (66 °F).
| Клімат Бурао            | Клімат Бурао | Клімат Бурао | Клімат Бурао | Клімат Бурао | Клімат Бурао | Клімат Бурао | Клімат Бурао | Клімат Бурао | Клімат Бурао | Клімат Бурао | Клімат Бурао | Клімат Бурао | Клімат Бурао |
| Показник                | Січ.         | Лют.         | Бер.         | Квіт.        | Трав.        | Черв.        | Лип.         | Серп.        | Вер.         | Жовт.        | Лист.        | Груд.        | Рік          |
| Середній максимум, °C   | 26           | 28           | 29           | 30           | 31           | 31           | 30           | 30           | 31           | 30           | 28           | 27           | 29           |
| Середня температура, °C | 19           | 21           | 22           | 24           | 25           | 25           | 24           | 25           | 25           | 23           | 21           | 20           | 22           |
| Середній мінімум, °C    | 12           | 13           | 15           | 18           | 19           | 19           | 19           | 19           | 19           | 16           | 14           | 13           | 16           |
| Норма опадів, мм        | 1            | 1            | 5            | 38           | 59           | 15           | 11           | 11           | 25           | 17           | 10           | 2            | 195          |
| ----------------------- | ------------ | ------------ | ------------ | ------------ | ------------ | ------------ | ------------ | ------------ | ------------ | ------------ | ------------ | ------------ | ------------ |
| Джерело: Weatherbase    |              |              |              |              |              |              |              |              |              |              |              |              |              |

## Населення
Населення за даними на 2012 рік становить близько 155 832 ос.. Таким чином, це друге найбільше місто Сомаліленду після міста Гаргейса. У той же час, дані про населення можуть бути неточними з огляду на те, що перепис населення не проводився тут вже більше 20 років. Населення представлено головним чином представниками сомалійського клану Ісак.

## Інфраструктура
Місто має постійний доступ до електрики. Є водопостачання з використанням ґрунтових вод. У Бурао є аеропорт, розташований приблизно за 1 км від нового моста в центрі міста. Також, Бурао пов'язаний дорогою з портом Бербера на узбережжі Аденської затоки.

## Уродженці
- Лібан Абді (* 1988) — норвезький футболіст сомалійського походження.